# 導火線

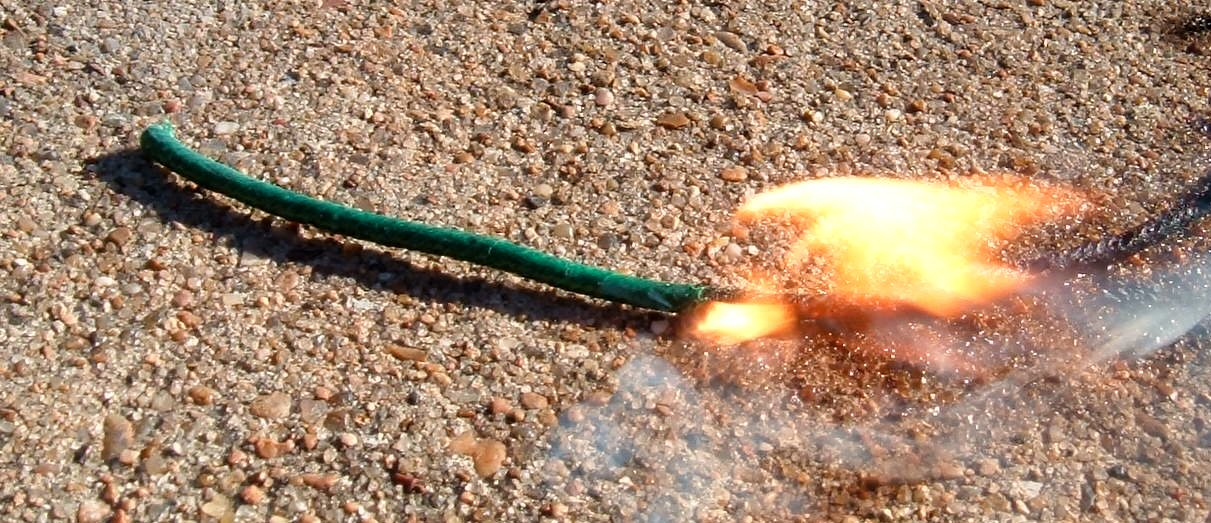
火のついた導火線

導火線（どうかせん）とは、黒色火薬を芯薬とし、紙などでひも状に被覆した線のこと。雷管などにつなげ、端に火をつけると、一定の速度で燃え進み、一定時間後に他の端から火を吹き、雷管に点火する。
芯薬にペンスリットなど爆薬を用いたものは導爆線といい、導火線とは違い、爆轟を伝達するために用いられた。

## 種類
- 第一種（炭坑用）
- 第二種（一般鉱工業用）
- 第三種（土木その他）

## 巻き方
ビックフォード式
心火薬の上を直接麻糸で被覆する方式で麻糸に含まれる微量の油分が導火線の燃焼時間を延長させる。
ユニバーサル式
心火薬の上を紙テープで巻きその上を麻糸で被覆している。

## 品質基準
- 燃焼速度は同じ箱から取った5本の試料が100-140s/mの範囲であること
- 燃焼速度の誤差は7%以内でなければならない
- 火薬は3m/g以上が使用されており途中に薬切れが無いこと
- 被覆の巻き方が均一であること
- 耐水性が2時間以上あること

## 比喩
- 事の発端となった出来事（特に事件などの場合）を、比喩的に「導火線」と呼ぶことがある。